# Park Forest
Park Forest és una població dels Estats Units a l'estat d'Illinois. Segons el cens del 2000 tenia 23.462 habitants.

## Demografia
Segons el cens del 2000, Park Forest tenia 23.462 habitants, 9.138 habitatges, i 6.186 famílies. La densitat de població era de 1.837,5 habitants/km².
Dels 9.138 habitatges en un 32,7% hi vivien nens de menys de 18 anys, en un 44,9% hi vivien parelles casades, en un 18,8% dones solteres, i en un 32,3% no eren unitats familiars. En el 28,4% dels habitatges hi vivien persones soles el 10,4% de les quals corresponia a persones de 65 anys o més que vivien soles. El nombre mitjà de persones vivint en cada habitatge era de 2,52 i el nombre mitjà de persones que vivien en cada família era de 3,09.
Per edats la població es repartia de la següent manera: un 26,9% tenia menys de 18 anys, un 7,9% entre 18 i 24, un 30,9% entre 25 i 44, un 22,8% de 45 a 60 i un 11,5% 65 anys o més.
L'edat mediana era de 36 anys. Per cada 100 dones de 18 o més anys hi havia 80,1 homes.
La renda mediana per habitatge era de 47.579 $ i la renda mediana per família de 55.801 $. Els homes tenien una renda mediana de 41.970 $ mentre que les dones 31.063 $. La renda per capita de la població era de 21.493 $. Aproximadament el 5,2% de les famílies i el 6,7% de la població estaven per davall del llindar de pobresa.

## Poblacions properes
El següent diagrama mostra les poblacions més properes.